# Olha Gurska
Olha Gurska, ukr. Ольга Сергіївна Гурська (ur. 18 marca 1902, zm. 19 kwietnia 1975) – ukraińska malarka. 

## Życiorys
W 1929 ukończyła uczelnię artystyczną w Kijowie. W 1943 przeprowadziła się do Lwowa, a później do Austrii. Wzięła udział w wielu wystawach artystycznych, na których jej prace były dobrze oceniane przez krytyków. 
W 1948 wyemigrowała do Argentyny, nabyła rezydencję w Buenos Aires i została obywatelką tego kraju. 
Wystawy jej obrazów odbywały się co roku w Buenos Aires w renomowanych galeriach sztuki, takich jak Müller, Van Riel, Whitcomb, a także w Stanach Zjednoczonych i Kandzie. Władze miasta Buenos Aires zaprosiły ją do wystawienia prac w Mar Del Plata, znanym kurorcie nadmorskim. Jej styl jest zaliczany do post-impresjonizmu. Malowała głównie portrety oraz martwe natury. Istotnym elementem jej sztuki są: aranżacja oraz intensywne barwy.  

## Wystawy
- 1943: Ukraiński Komitet Centralny, Związek Artystów Ukraińskich we Lwowie
- 1946: Ukraińska wystawa sztuki, Salzburg, 6–10 października
- 1947: Austriackie stowarzyszenie profesjonalistów sztuki, Linz, 28 sierpnia–18 września
- 1954: Galeria Müller, Buenos Aires, wystawa indywidualna, 23  sierpnia–4 września
- 1955: Galeria Müller, Buenos Aires, wystawa indywidualna, 5–17 września
- 1956: Van Riel Gallery, Buenos Aires, wystawa indywidualna, październik
- 1957: Galeria sztuki Hotel Provincial, Mar del Plata, wystawa indywidualna na specjalne zaproszenie ministerstwa gospodarki, 15–24 kwietnia
- 1958: Stowarzyszenie Artystów Ukraińskich w Argentynie „Prosvita”, Buenos Aires, 6–20 września
- 1959: wiosenna wystawa sztuki, Stowarzyszenie Artystów Ukraińskich w Argentynie „Prosvita”, Buenos Aires, 3–20 października
- 1965: Klub literatury i sztuki, Stowarzyszenie Artystów Ukraińskich w Ameryce, Nowy Jork, 2–16 maja
- 1965: sala wystaw rady miasta Buenos Aires
- 1967: Alvear Palace Hotel, wystawa indywidualna, Buenos Aires, 25 maja–13 czerwca
- 1968: Stowarzyszenie Ukraińskich Kobiet, Dept. 64, Nowy Jork, 20 października–3 listopada
- 1972: Stowarzyszenie Ukraińskich Kobiet, XVI wystawa artystek, Nowy Jork, 19–26 października
- 1972: wystawa artystów ukraińskich, Światowa Fundacja Stowarzyszenia Ukraińskich Kobiet, Filadelfia, 24 października–3 grudnia.
- 1972: Haus der Begegnung, Munich, 15 listopada.